# Ủy ban liên Chính phủ ASEAN về Nhân quyền

Ủy ban liên Chính phủ ASEAN về Nhân quyền (AICHR) được thành lập tháng 10 năm 2009 như một cơ quan tham vấn của ASEAN. Ủy ban thúc đẩy và bảo vệ Nhân quyền, hợp tác khu vực về nhân quyền trong các thành viên của ASEAN.

## Thành viên

### 2009-2012
| Họ tên                   | Quốc gia    |
| ------------------------ | ----------- |
| Om Yenting               | Cambodia    |
| Rafendi Djamin           | Indonesia   |
| Bounkuet Sangsomsak      | Laos        |
| Awang Abdul Hamid Bakal  | Malaysia    |
| Kyaw Tint Swe            | Myanmar     |
| Rosario G. Manalo        | Philippines |
| Richard Magnus           | Singapore   |
| Sriprapha Petcharamesree | Thailand    |
| Do Ngoc Son              | Vietnam     |

### 2012-2015
| Họ tên                 | Quốc gia    |
| ---------------------- | ----------- |
| Shofry Abdul Ghafor    | Brunei      |
| Om Yenting             | Cambodia    |
| Rachmat Budiman        | Indonesia   |
| Bounkuet Sangsomsak    | Laos        |
| Ahmad Fuzi Abdul Razak | Malaysia    |
| U Myat Ko              | Myanmar     |
| Rosario G. Manalo      | Philippines |
| Bilahari Kausikan      | Singapore   |
| Sihasak Phuangketkoew  | Thailand    |
| Pham Quang Vinh        | Vietnam     |